# High-Rise (2015)
High-Rise ist ein britischer Science-Fiction-Film von Ben Wheatley und eine Verfilmung des 1975 erschienenen dystopischen Romans High-Rise des britischen Schriftstellers James Graham Ballard, der 1982 unter dem Titel Der Block und 1992 unter dem Titel Hochhaus auf Deutsch erschien. Der Film feierte am 13. September 2015 beim Toronto International Film Festival Premiere und kam am 30. Juni 2016 in die deutschen Kinos.

## Inhalt

### Handlung
London im Jahr 1975. Robert Laing, ein frisch geschiedener, junger und wohlhabender Arzt, zieht in ein gerade fertiggestelltes modernistisches Hochhaus des Architekten Anthony Royal. Die Bewohner leben hier als isolierte Gemeinde vom Rest der Gesellschaft abgeschnitten. Das Gebäude soll eine ganz neue Ebene von Luxus ermöglichen: Es bietet Bewohnern alle Annehmlichkeiten des modernen Lebens, vom Supermarkt bis zum Fitnessstudio, und ein Verlassen des Hochhauses ist eigentlich nicht mehr nötig. Einer seiner Nachbarn ist der Kieferorthopäde Nathan Steele, und über ihm wohnt die attraktive, alleinerziehende Mutter Charlotte Melville, die er kennenlernt, als er gerade nackt auf seinem Balkon in der Sonne liegt.
Je höher man im Hochhaus wohnt, desto höher ist der Status einer Person. Nach und nach kommt es zu Spannungen zwischen den Bewohnern und zu einer gefährlichen sozialen Situation: Es entstehen Unruhen innerhalb der Hausgemeinschaft und unter den sozialen Schichten, die sich im Laufe der Zeit gebildet haben. Es kristallisieren sich drei Schichten heraus: Die Bewohner der luxuriösen Penthäuser, wie die verblasste Schauspielerin Jane Sheridan und der streitlustige Gynäkologe Pangbourne, werden zur Oberschicht, die der mittleren Stockwerke zur Mittelschicht und die Bewohner der unteren Stockwerke werden zur Unterschicht gezählt. Auch Familien mit Nachwuchs stehen in der sozialen Rangordnung des Gebäudes ganz unten und wohnen entsprechend nah am Boden.
Stromausfälle und Müllberge führen jedoch schon bald zur Verschärfung der Konflikte innerhalb der Hausgemeinschaft, und es werden an mehreren Punkten im Gebäude Barrikaden errichtet. Während einer Party stürmen die Bewohner der unteren Stockwerke den Swimmingpool, der bis dahin von den Bewohnern der oberen Etagen okkupiert war. Der Supermarkt wird geplündert, und im Haus kommt es zu Vergewaltigungen. In diesem spannungsgeladenen Umfeld freundet sich Laing mit dem Dokumentarfilmer Richard Wilder an, der es nur in den zweiten Stock geschafft hat und hier gemeinsam mit seiner schwangeren Frau Helen lebt, und macht auch die Bekanntschaft mit dem Architekten des Gebäudes, Anthony Royal, der mit seiner Frau Anne ganz oben wohnt, wo den beiden eine riesige Parkanlage zur Verfügung steht, auf der sogar ein Pferd Platz findet. Laing selbst wohnt in der Mitte des Hochhauses, was ihn wegen eines geplanten Mordanschlags von Wilder an Royal zwischen die Fronten bringt, und der Opportunist muss sich entscheiden, auf welcher Seite dieser Geschichte er stehen will.

### Filmanalyse
Chris Hall von The Guardian erkennt im Film die durch die drei Protagonisten repräsentierten Bereiche der menschlichen Psyche nach Sigmund Freud, vereint unter einem Dach. Bei Richard Wilder handele es sich um das Es, Dr. Robert Laing (dessen Name deutlich auf R. D. Laing Bezug nehme, den Autor von The Divided Self) symbolisiere das Ich, und der Architekt des Gebäudes, Anthony Royal, sei das Über-Ich. Royal ist eine tragische Figur und erkennt letztlich den Fehler seiner Schöpfung. In der Psychoanalyse ist er, das Über-Ich repräsentierend, die moralische Instanz oder auch das Gewissen, das die moralischen Normen und Wertvorstellungen der kulturellen Umgebung verinnerlicht hat. Wilder als Dokumentarfilmer mit anarchistischen Tendenzen, der fremdgeht, obwohl seine Ehefrau hochschwanger ist, symbolisiert als Es laut Freud den unbewussten und triebhaften Teil des Individuums, insbesondere den Bereich der sexuellen Begierde und der aggressiven Impulse. Zwischen oben und unten, zwischen Über-Ich und Es, hin- und hergerissen, befindet sich Dr. Laing, der nur aufgrund seiner Ausbildung als Mediziner eine distanzierte freundschaftliche Beziehung zu Royal pflegen kann, während er von Wilder wegen dessen draufgängerischer Art beeindruckt ist. Als Ich ist er in Freuds Modell jene Instanz, die dem bewussten Denken des Alltags entspricht und „zwischen den Ansprüchen des Es, des Über-Ich und der sozialen Umwelt“ vermittelt. Das Ich hat das Ziel, psychische und soziale Konflikte konstruktiv aufzulösen und hat seine Triebe unter Kontrolle.
Wheatley sieht in Royals Versuch, in seinem Hochhaus möglichst vielen Menschen ein angenehmes Leben zu ermöglichen, ein zwar gut gemeintes, jedoch gescheitertes soziales Experiment. Der Architekt selbst bezeichne sein Projekt in der Geschichte zwar als einen Verwandlungsschmelztiegel, doch habe er zu viele Fehleinschätzungen in Bezug darauf gemacht, wie die Menschen aufeinander reagieren werden. In der Romanvorlage ist Royal nicht alleine der Verantwortliche dafür, dass das Experiment schiefgeht. Ballard selbst beschreibt das Gebäude im Buch einmal als Büchse der Pandora, die ihre tausend Deckel, einen nach dem anderen, nach innen öffnet. Auch für Sienna Miller sind es nicht die einzelnen Bewohner, sondern das Hochhaus selbst, das die Geschehnisse vorantreibe: „Der wirkliche Star des Films ist das Gebäude.“

## Produktion

### Literarische Vorlage
Der 1975 erschienene Roman High-Rise des britischen Schriftstellers James Graham Ballard diente dem Film als literarische Vorlage. Chris Hall von The Guardian fühlt sich bei dem von Ballard beschriebenen Hochhaus an die Unité d’Habitation (französisch für Wohneinheit) in Marseille erinnert, die dort umgangssprachlich auch als Wohnmaschine bezeichnet wird und als ein moderner Wohnhaustyp von dem Architekten Le Corbusier entwickelt wurde. Auch der Montparnasse-Turm in Paris weise Ähnlichkeiten auf, besonders jedoch der Balfron Tower in London, in dessen Nähe auch Ballard sein Hochhaus im Roman verortete.
High-Rise ist nach The Atrocity Exhibition (1970), Crash (1973) und Concrete Island (1974) der letzte Teil einer Tetralogie von Ballard. Im ersten Satz des Romans High-Rise heißt es: „Later, as he sat on his balcony eating the dog, Dr Robert Laing reflected on the unusual events that had taken place within this huge apartment building during the previous three months.“ (deutsche Übersetzung: „Später, als er auf seinem Balkon saß und den Hund aß, dachte Dr. Robert Laing über die ungewöhnlichen Ereignisse nach, die in den vergangenen drei Monaten in dem riesigen Apartmentgebäude stattgefunden hatten.“) Hierdurch nimmt der Roman einige narrative Elemente vorweg, die im Film erst später angesprochen werden.

### Produktionsgeschichte

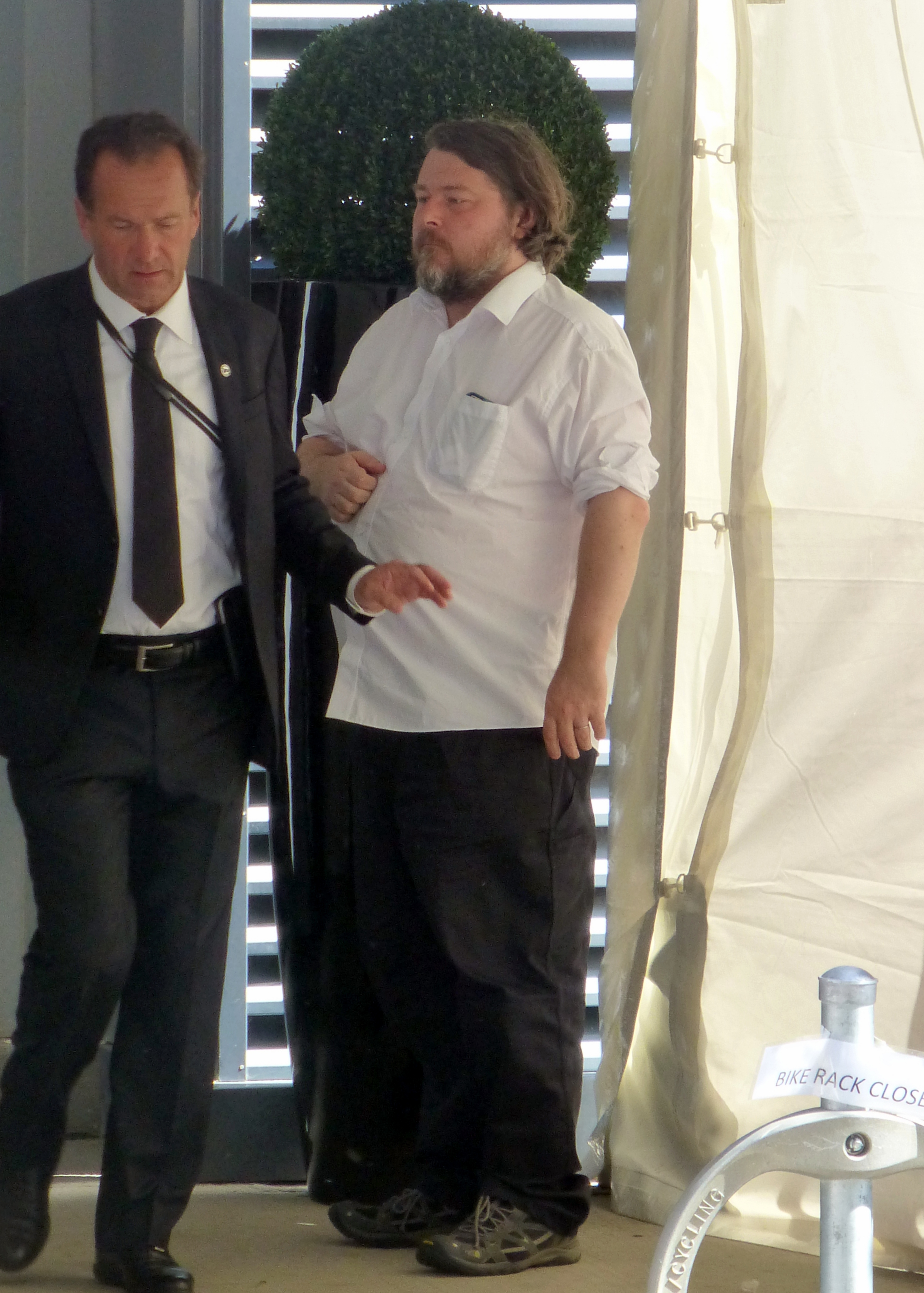
Ben Wheatley (re.) beim Toronto Film Festival 2015

Der Produzent Jeremy Thomas, der mit Crash von David Cronenberg bereits 1996 eine Adaption eines Werkes von Ballard auf die Leinwand gebracht hatte, war mit dem 2009 verstorbenen Schriftsteller befreundet und plante nach dessen Tod die Verfilmung eines weiteren Werkes von ihm.

### Stab und Besetzung
Im August 2013 berichtete ScreenDaily, dass Ben Wheatley an einer Adaption des Buches arbeite. Die Arbeiten am Drehbuch übernahm seine Frau Amy Jump.
Tom Hiddlestons Beteiligung am Film und die Übernahme der Hauptrolle des Dr. Robert Laing wurden im Februar 2014 bekannt. Wheatley sagte zur Besetzung der Hauptrolle: „Tom  hat diese Art eines britischen Matinée idols der 40er oder 50er Jahre, die wir nicht mehr haben.“ Zur Vorbereitung auf seine Rolle eines Arztes hatte Hiddleston einem Pathologen bei der Arbeit zugeschaut und war während einer Autopsie anwesend.
Im Juni 2014 stießen die im Film das Ehepaar Wilder spielenden Schauspieler Luke Evans und Elisabeth Moss zur Crew, und zur gleichen Zeit folgte James Purefoy. Später wurde die Verpflichtung von Augustus Prew bekannt.

### Dreharbeiten und Ausstattung
Nach eigenen Aussagen hatte der Regisseur etwas über die Entstehung des Films Trainspotting gelesen und dass man für die Dreharbeiten eine alte Brauerei genutzt habe. Da Wheatley schon immer an einem industriell geprägten Ort drehen wollte, da man dort viele verschiedene und interessante Räume zur Verfügung habe, machte er sich auf die Suche danach.

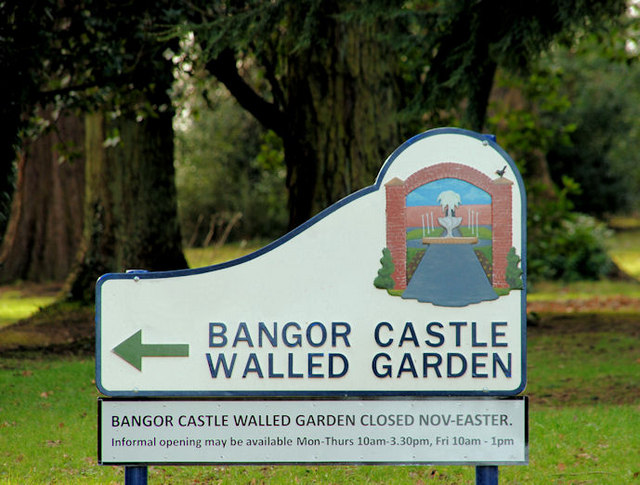
Der Walled Garden am Bangor Castle: im Film der Dachgarten des Architekten Anthony Royal

Wheatley schaute sich auch die von Le Corbusier entworfene Unite d' Habitation in Marseille an. Thomas Page von CNN nennt, neben den bereits mit dem Roman in Verbindung gebrachten realen Vorlagen wie dem Balfron Tower, eine Reihe weiterer, in den 1970er Jahren entstandener brutalistischer Gebäude über die Wheatley sagte, von diesen inspiriert worden zu sein. Darunter der 1972 fertiggestellte Trellick Tower in London, der ganz ähnlich wie der Balfron Tower aussieht, das Barbican Centre in London, die Birmingham Central Library und die Red Road Flats in Balornock, Glasgow, in die 1971 die ersten Bewohner eingezogen waren.
Die Dreharbeiten begannen im Juli 2014 in Belfast, Nordirland und fanden später größtenteils im Seaside Resort Bangor statt. Dort drehte man überwiegend im Old Bangor Castle Leisure Centre, das seit 2012 geschlossen war. Wheatley sagte, er habe in diesem Gebäude ein 1973 eingerichtetes Sportcenter mit einer Sporthalle, einem angeschlossenen Squash-Platz und einem Swimming-Pool vorgefunden, das auch über eine große Zahl von Fluren verfügte und insgesamt doppelt so viel Platz geboten hätte, wie ein Filmstudio. Weitere Aufnahmen wurden am Co-Op-Bankgebäude und im Walled Garden am Bangor Castle gemacht. Durch CGI wurde in einer Nachbearbeitung des Filmmaterials der Eindruck erweckt, dieser befinde sich Hunderte Meter weit oben auf dem Dach des Gebäudes.
Wheatley hatte versucht durch den Einsatz von Moodboards und Collagen die von ihm gewünschte Ästhetik des Films abzubilden. Er arbeitete hierfür mit Mark Tildesley zusammen, der für die Ausstattung des Films verantwortlich war. Um der Kamera fließende Übergänge von einem Drehort zum anderen zu ermöglichen, entwickelte Tildesley einen dreieckigen Betonstützpfeiler, der in fast jedem Filmset zu sehen war. Einige Aufnahmen erfolgten spiegelverkehrt, um die Figuren etwas interessanter erscheinen zu lassen. Hierfür mussten die in diesen Szenen gezeigten Schriftzüge und Uhren ebenfalls falsch herum gefertigt und auch die Haare der Schauspieler in die entgegengesetzte Richtung frisiert werden. Es sei in diesen Szenen, so Wheatley, schwer gewesen, Regie zu führen.

### Filmmusik
Der englische Musiker und Komponist Clint Mansell, der 2007 für seine Arbeit an The Fountain den World Soundtrack Award erhalten hatte, schuf die Filmmusik. Der Soundtrack des Films wurde am 18. März 2016 von Silva Screen Records veröffentlicht und umfasst 12 Lieder. Darüber hinaus werden in High-Rise Songs gespielt, die nicht auf dem Soundtrack enthalten sind, wie etwa das aus dem Jahr 1975 stammende Lied SOS und dessen Coverversion von Portishead, das gleich zweimal in den Film eingebaut wurde. Im Dezember 2016 wurde der Soundtrack als Anwärter bei der Oscarverleihung 2017 in der Kategorie Beste Filmmusik in die Kandidatenliste (Longlist) aufgenommen, aus denen die Mitglieder der Akademie die offiziellen Nominierungen bestimmten, jedoch nicht nominiert wurde
Titelliste des Soundtracks
1. Critical Mass
2. Silent Corridors
3. The World Beyond the High-Rise
4. The Vertical City
5. The Circle of Women
6. Built, Not for Man, But for Man’s Absence
7. Danger in the Streets of the Sky
8. Somehow the High-Rise Played into the Hands of the Most Petty Impulse
9. Cine-Camera Cinema
10. A Royal Flying School
11. The Evening’s Entertainment
12. Blood Garden

### Veröffentlichung
Der Film feierte Premiere am 13. September 2015 beim Toronto International Film Festival und kam am 18. März 2016 in die Kinos im Vereinigten Königreich. In Deutschland sollte der Film ursprünglich am 1. September 2016 in die Kinos kommen, der Termin wurde jedoch später auf den 30. Juni 2016 vorgezogen. Zudem wurde der Film vorab im Rahmen der Fantasy Filmfest Nights im April 2016 in verschiedenen deutschen Städten gezeigt.

## Rezeption

### Altersfreigabe
Der Film war in den USA wegen der darin gezeigten Gewaltszenen, dem dargestellten Drogenkonsum, verstörenden Bildern, sexuellen Inhalten und Ausdrücken und einigen Nacktszenen von der MPAA mit R geratet worden, womit Eltern davon abgeraten wird, ihren Kindern den Besuch des Films zu erlauben. Die Szene, in der Hiddleston ein Sonnenbad nimmt und in der sein nackter Hintern zu sehen ist, waren dem Regisseur und der Drehbuchautorin nach Aussage des Schauspielers wichtig, weil diese Szene auch in der Buchvorlage vorgekommen sei. Er habe damit aber kein Problem gehabt, so Hiddleston.
In Deutschland, wo der Film FSK 16 ist, heißt es in der Freigabebescheinigung: „Die eskalierende, teils drastische, doch nie voyeuristisch ausgespielte Gewalt kann […] Kinder und Jugendliche unter 16 Jahren überfordern.“ Älteren Kindern aber biete die stilisierte Inszenierung und satirische Haltung des Films ausreichend Gelegenheit zur Distanzierung. Die Filmfiguren würden zudem nicht zur Identifikation einladen.

### Kritiken
Der Film konnte 60 Prozent der bislang 223 Kritiker bei Rotten Tomatoes überzeugen. Im Konsens heißt es dort: „‚High-Rise‘ kann seinem klassischen Ausgangsmaterial nicht wirklich gerecht werden, zeigt aber dennoch eine energische, gut gespielte und zum Nachdenken anregende Aufnahme von sozio-ökonomischen Themen.“

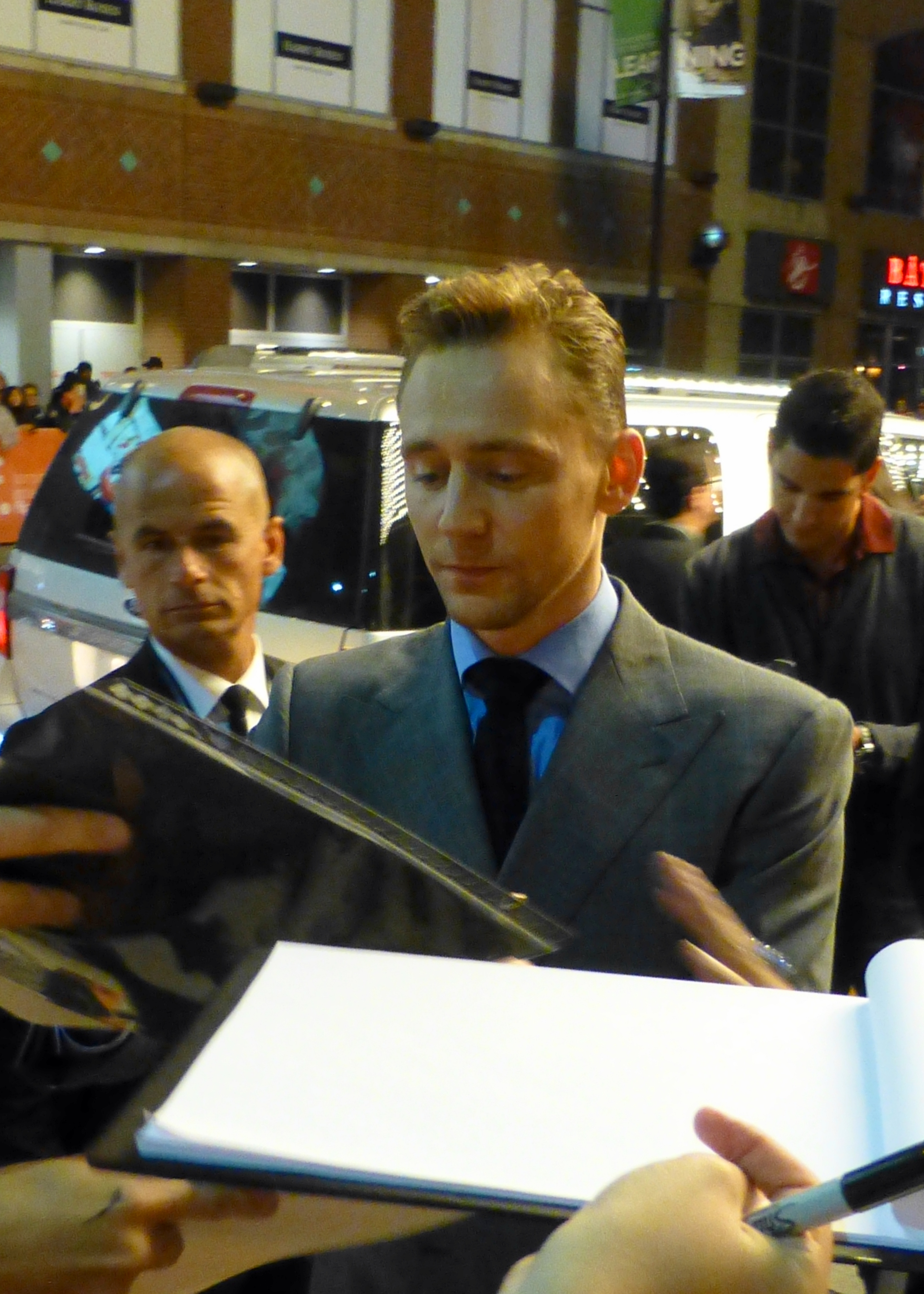
Tom Hiddleston bei der Premiere des Films

Felix Zwinzscher von Die Welt beschreibt Hauptdarsteller Hiddleston als Britanniens neues Talent für düster amüsante Ausflüge in die Abgründe unseres Zusammenlebens, doch wie der Architekt mit dem Fortschreiten des Films den Überblick verliere, tue dies auch Wheatley. Die stylisch choreografierten 70er-Orgien, die der Regisseur inszenierte, verpassten nach einer Weile den Anschluss an den Plot. Zwinzscher erinnert dies daran, warum manche Bücher als unverfilmbar gelten und erklärt: „Visuelle Metaphern verlieren schneller ihren Reiz und reichen allein nicht, eine Story voranzutreiben. Die Zwischentöne fehlen. Wheatley feiert das Chaos nur noch des Chaos willen.“
David Kleingers von SPIEGEL ONLINE fühlt sich an sozio-apokalyptische Kinovorbilder der 1960er und 1970er Jahre wie A Clockwork Orange, Themroc, If… und Shivers erinnert. Wheatley, so Kleingers, inszeniere seine Sicht der Siebziger ähnlich stilsicher und unverbraucht wie Ang Lee in der Adaption von The Ice Storm aus dem Jahr 1997. Gemeinsam mit der Drehbuchautorin Amy Jump betone Wheatley erfolgreich die weiterhin virulenten Themen eines 40 Jahre alten Romans. Die im Buch prognostizierte ökonomische und soziale Verödung des Grey Britain der Siebziger werde im Film in den weltweit errichteten, entvölkerten Spekulationskathedralen aus Glas und Sichtbeton fortgesetzt, die heute den urbanen Raum dominierten. Zwischen gut gelauntem Nihilismus und satirischer Kulturkritik beschreibe High-Rise einen Ort, so Kleingers, an dem sich die Gesellschaft häute.
Peter Debruge von Variety hingegen spricht von einer häufig inkohärenten filmischen Adaption durch Wheatley, der viele Elemente der Gesellschaftskritik, die J. G. Ballard mit seinem Roman übte, nicht dargestellt und die intelligentesten Ideen des Buches mit einer Abrissbirne bearbeitet hätte. Was als eine in sich geschlossene Allegorie auf den offenen Klassenkampf begonnen habe, werde zu einer Zurschaustellung gepflegter Anarchie, die sich in Orgien von Sex und Gewalt ausdrücke, aber fast einen Totalausfall der Filmform zur Folge hätte. Nachdem die erste Hälfte des Filmjahres 2016 vorbei war, wurde der Film von Debruges Kollegen Kristopher Tapley und Jenelle Riley als möglicher Kandidat für eine Auszeichnung in der Kategorie Bestes Szenenbild für die kommende Oscar-Verleihung ins Gespräch gebracht. Sie meinen, das Szenenbild des Films sei dessen wesentliches Merkmal. Szenenbildner Mark Tildesley und Filmsetausstatter Paki Smith hätten damit Ballards Welt aus dem Buch heraus zum kunstvollen Augenschmaus erhoben.

### Auszeichnungen
High-Rise wurde beim San Sebastián International Film Festival 2015 für die Golden Seashell nominiert. Im Vorfeld des Toronto International Film Festivals 2015 wurde Ben Wheatley für den Platform Prize nominiert. Im Rahmen der British Independent Film Awards 2015 wurden Tom Hiddleston als Bester Schauspieler und Luke Evans und Sienna Miller als Beste Nebendarsteller nominiert. Amy Jump erhielt für ihre Arbeit am Film eine Nominierung für das Beste Drehbuch. Im Rahmen der London Critics’ Circle Film Awards 2017 wurde High-Rise als Bester britischer oder irischer Film nominiert, und Mark Tildesley erhielt eine Nominierung in der Kategorie Beste Ausstattung. Für die Wahl im Rahmen der Three Empire Awards 2017 wurde High-Rise als Bester britischer Film in die Shortlist aufgenommen. Bei den International Film Music Critics Association Awards 2016 erhielt Clint Mansell eine Nominierung in der Kategorie Beste Musik für ein Filmdrama. Mark Tildesley wurde im Rahmen der Chlotrudis Awards 2017 für die Beste Ausstattung nominiert.

## Architektonische Inspirationen
Eine Auswahl von Gebäuden, die Autor James Graham Ballard  und Regisseur Ben Wheatley bei ihrer Arbeit inspiriert haben:

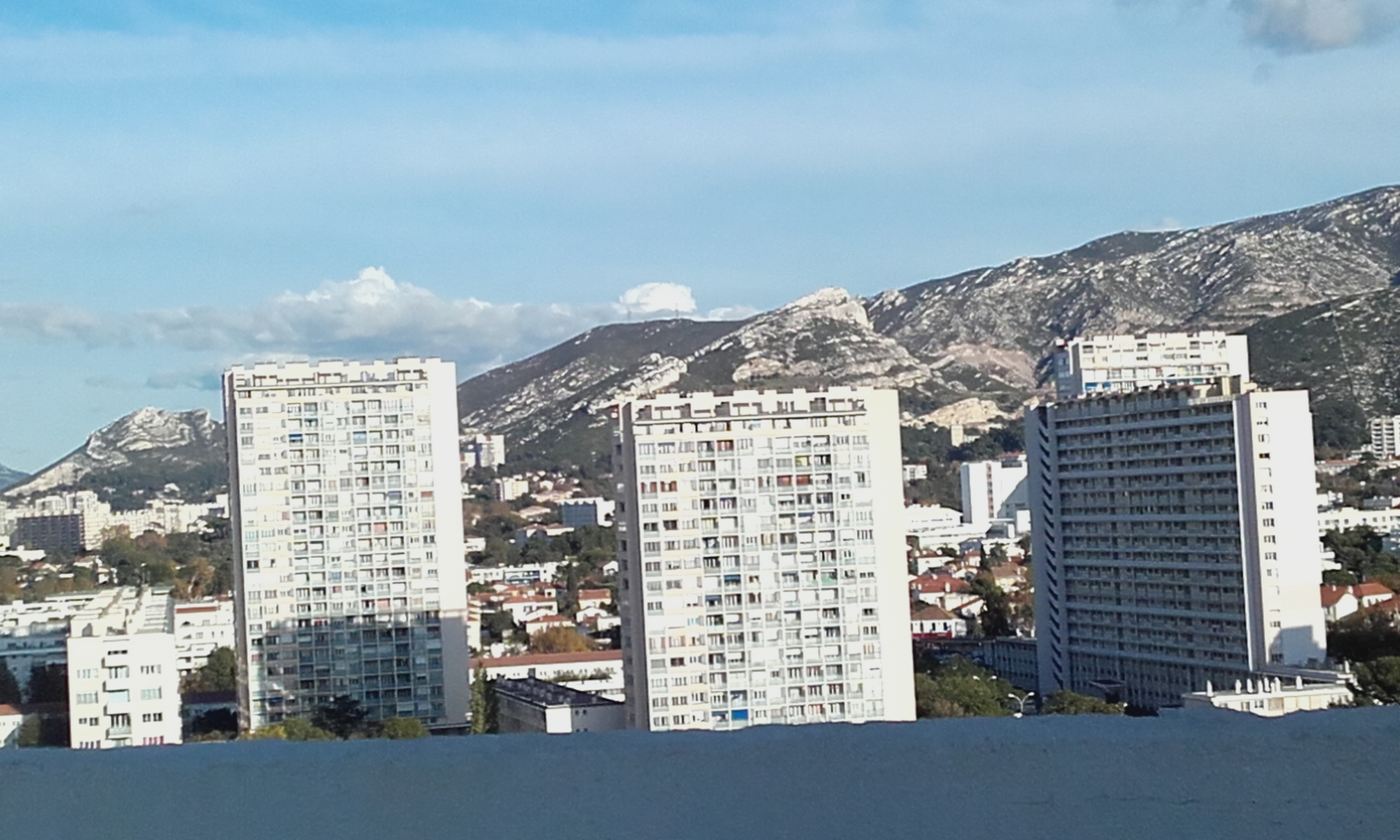
Die Cité Radieuse, Marseille
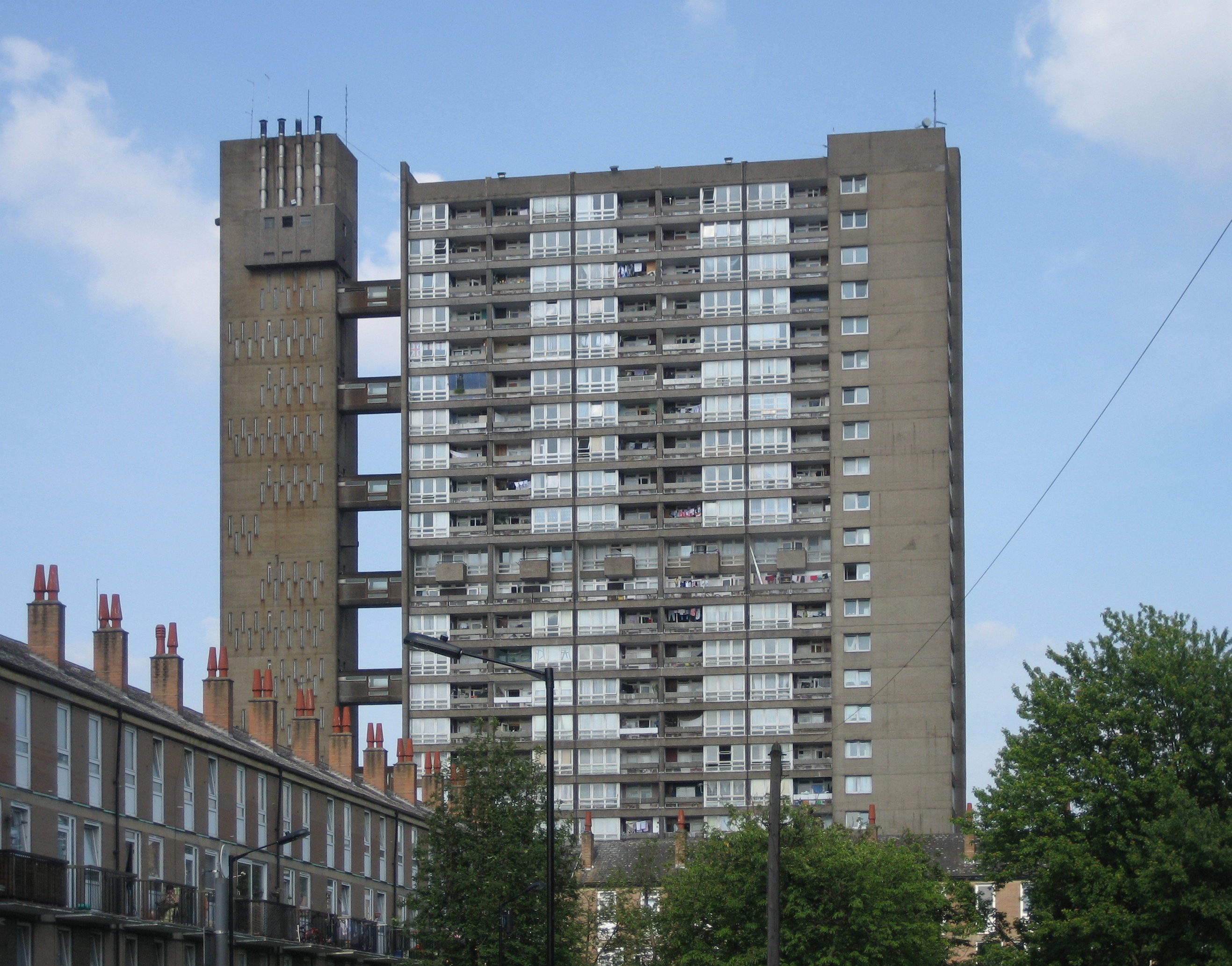
Der Balfron Tower, London
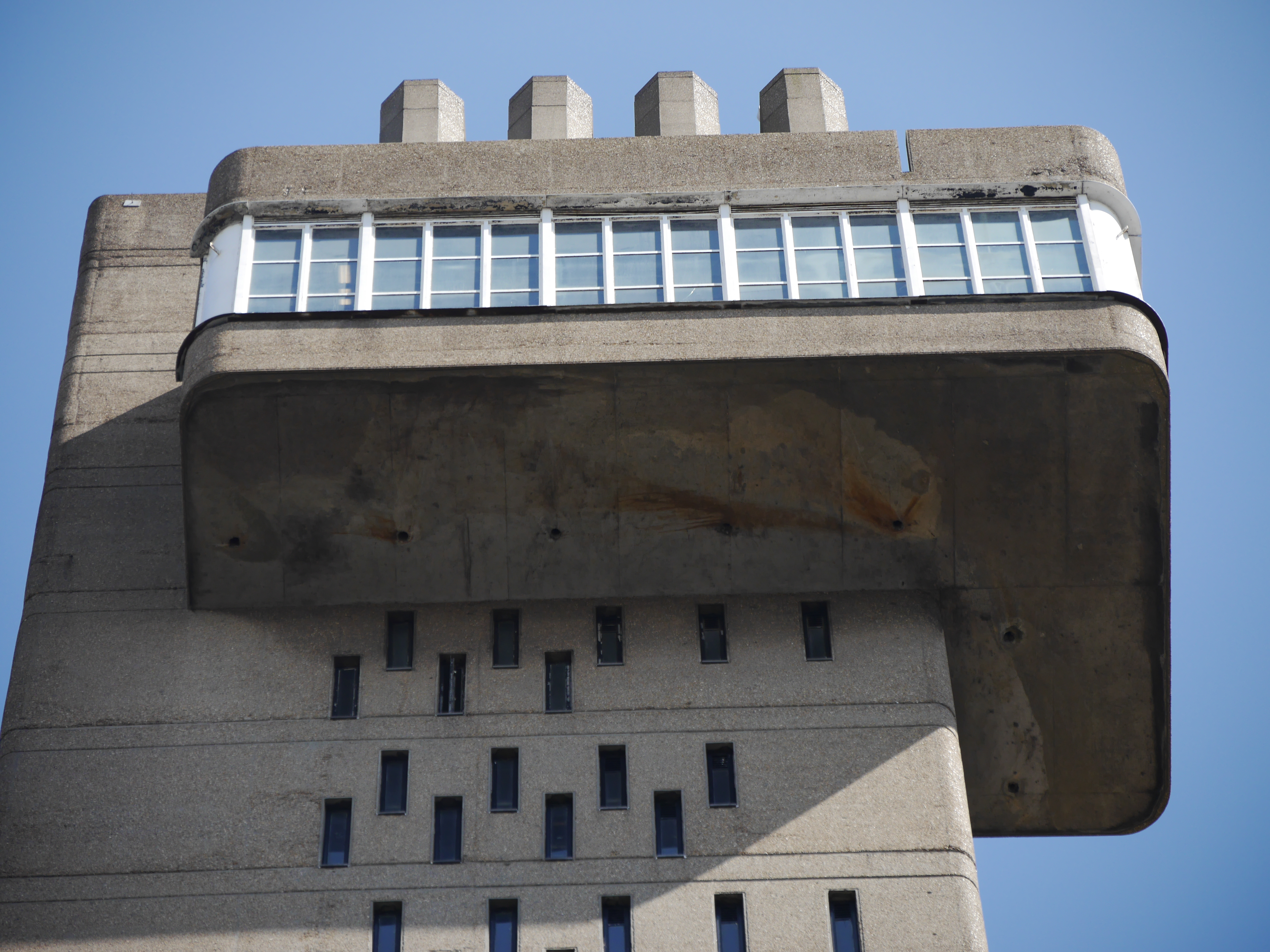
Der Trellick Tower, London
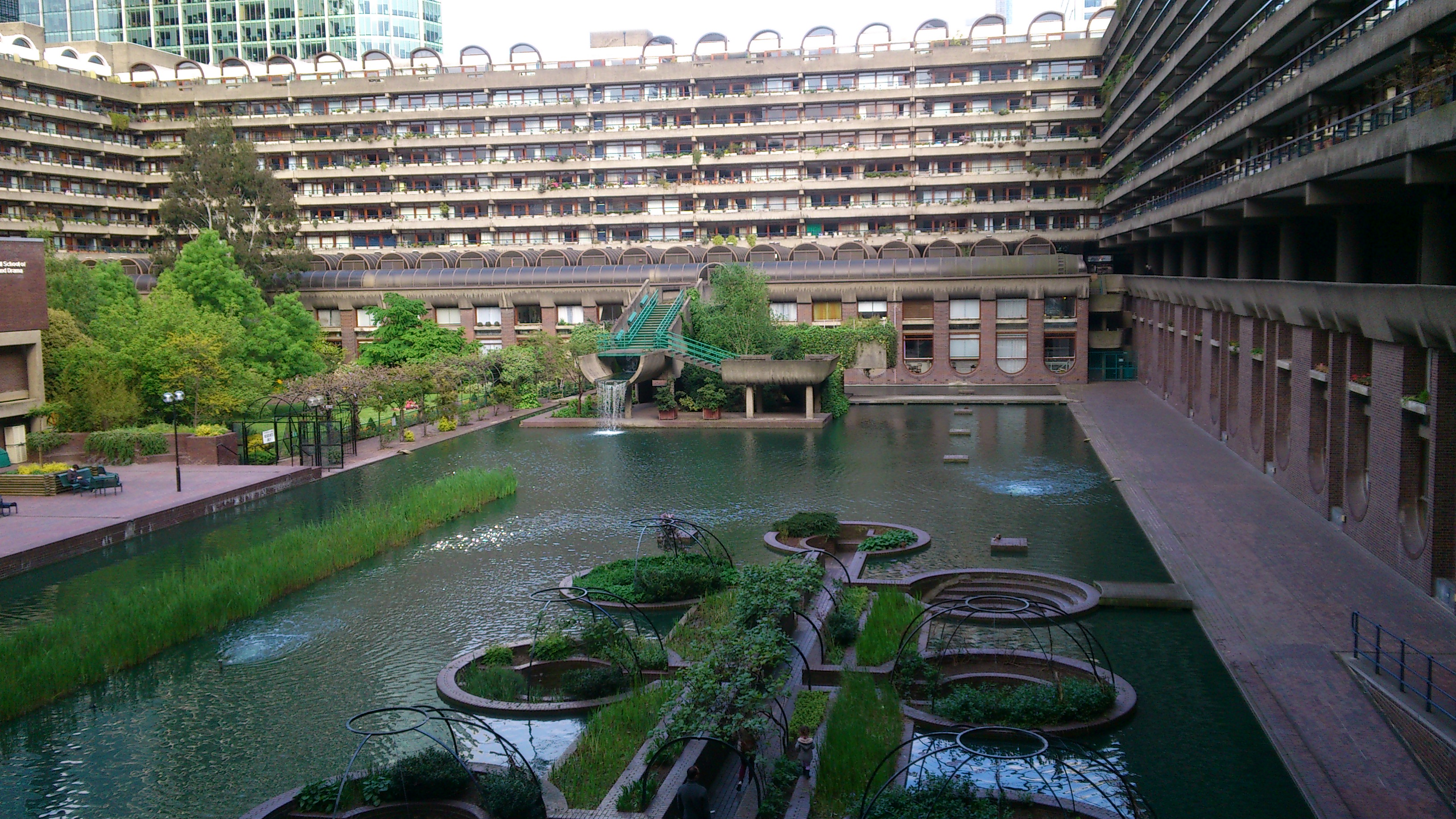
Das Barbican Centre, London
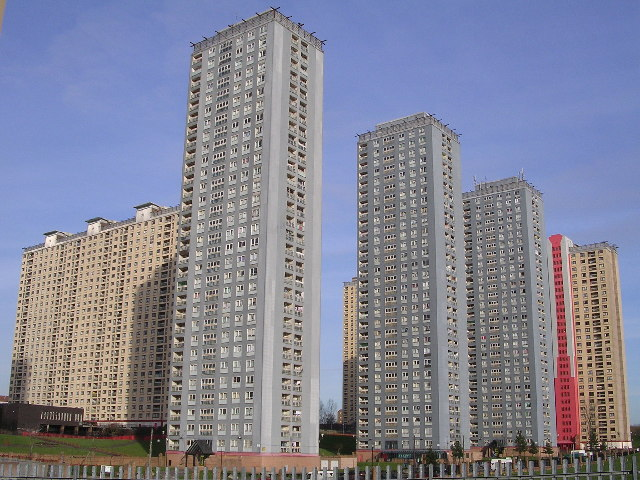
Die Red Road Flats in Balornock, Glasgow
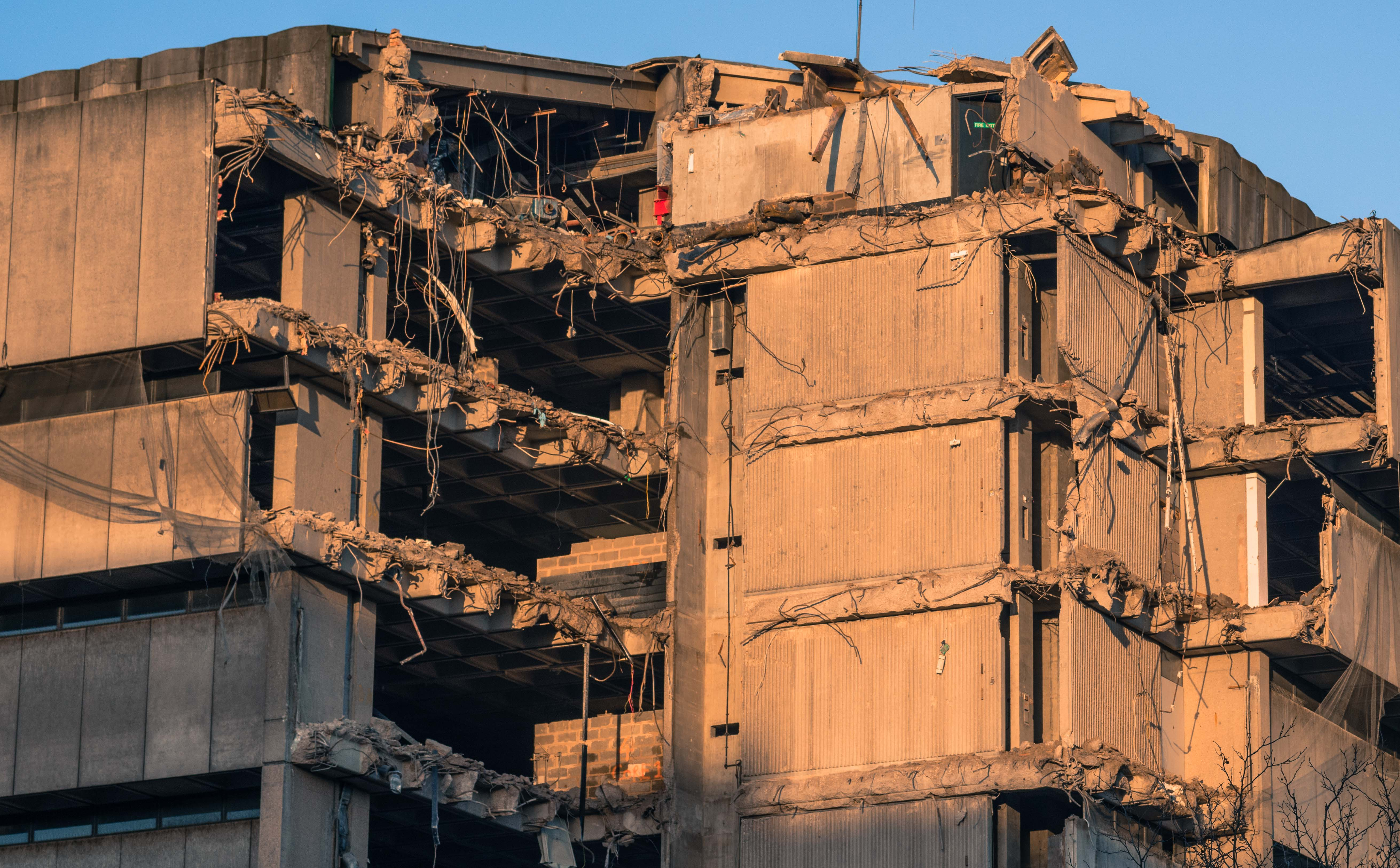
Die Birmingham Central Library während ihrer Demontage